# 국도 제15호선 (핀란드)

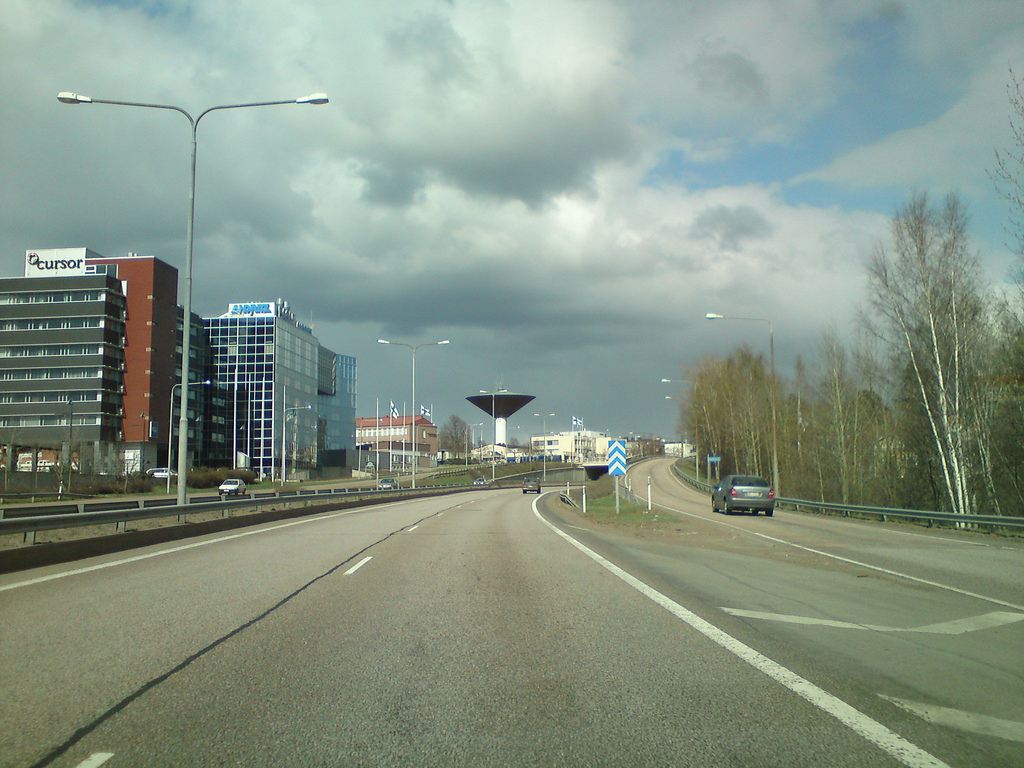
콧카의 시가지에서 접촉하고 있는 핀란드 7·15번 국도의 모습

국도 제15호선(핀란드어: Valtatie 15, 스웨덴어: Riksväg 15)은 콧카에서 미켈리까지 이어주는 총 연장 158km의 거리를 이르는 핀란드의 일반 국도이다. 그러나 해당 국도는 콧카의 시가지에서는 국도 제7호선과도 접촉하고 있다. 다만 도로 구조상 약간 큰 시가지 내에서의 가장 짧은 왕복 4차선 짜리 도로를 제외한 전 구간에 걸쳐 왕복 2차선 짜리의 도로를 이룬다. 다만 해당 도로가 핀란드 남동부 지역의 공업 지대 일대에서 가장 중요한 교통 요충지로 손을 꼽히고 있다.